# Acaba de nacer
«Acaba de nacer» es un sencillo perteneciente al grupo de rock y new wave argentino GIT. Forma parte del álbum debut homónimo del grupo como track tres del lado B de la placa.
Antes de grabar su primer disco, el trío había grabado una maqueta titulada Oh mi amor/Acaba de nacer, que bajo la producción de Charly García, terminaron de grabar su primer álbum. Junto con la canción La calle es su lugar, el sencillo fue un éxito rotundo para el disco debut de la banda.